# Łebedynka
Łebedynka (ukr. Лебединка, pol. Lebiedynka) – wieś na Ukrainie w rejonie hołowaniwskim należącym do obwodu kirowohradzkiego, na wschodnich krańcach Podola.
W czasach I Rzeczypospolitej wieś leżała w województwie bracławskim w prowincji małopolskiej Korony Królestwa Polskiego. W 1789 była prywatną wsią w kluczu hołowaniewskim, należącą do Potockich. Odpadła od Polski w wyniku II rozbioru.

## Dwór
- rozległy, parterowy dwór wybudowany w stylu klasycystycznym istniał do 1917 r.[3].